# Гарленд (Теннессі)
Гарленд (англ. Garland) — місто (англ. town) в США, в окрузі Тіптон штату Теннессі. Населення — 289 осіб (2020).

## Географія
Гарленд розташований за координатами 35°35′17″ пн. ш. 89°45′9″ зх. д. / 35.58806° пн. ш. 89.75250° зх. д. (35.587935, -89.752483).  За даними Бюро перепису населення США в 2010 році місто мало площу 1,51 км², уся площа — суходіл.

## Демографія
Згідно з переписом 2010 року, у місті мешкало 310 осіб у 129 домогосподарствах у складі 88 родин. Густота населення становила 205 осіб/км².  Було 139 помешкань (92/км²).
Расовий склад населення:
| - 97,1 % — білих - 0,3 % — азіатів |

До двох чи більше рас належало 2,6 %. Частка іспаномовних становила 0,3 % від усіх жителів.
За віковим діапазоном населення розподілялося таким чином: 22,9 % — особи молодші 18 років, 62,3 % — особи у віці 18—64 років, 14,8 % — особи у віці 65 років та старші. Медіана віку мешканця становила 40,8 року. На 100 осіб жіночої статі у місті припадало 97,5 чоловіків;  на 100 жінок у віці від 18 років та старших — 82,4 чоловіків також старших 18 років.
Середній дохід на одне домашнє господарство  становив 68 881 долар США (медіана — 60 357), а середній дохід на одну сім'ю — 80 421 долар (медіана — 70 625). Медіана доходів становила 45 139 доларів для чоловіків та 32 679 доларів для жінок. За межею бідності перебувало 5,5 % осіб, у тому числі 8,2 % дітей у віці до 18 років та 6,5 % осіб у віці 65 років та старших.
Цивільне працевлаштоване населення становило 158 осіб. Основні галузі зайнятості: роздрібна торгівля — 17,7 %, виробництво — 16,5 %, освіта, охорона здоров'я та соціальна допомога — 15,8 %.